# Nutbane
Der Longbarrow von Nutbane lag nördlich von Penton Mewsey, bei Andover in Hampshire in England. 
Der Erdhügel war etwa 60,0 m lang und 26,0 m breit. Er ist komplett abgepflügt, es sind keine Spuren erhalten. 
Der 1955 entdeckte neolithische Langhügel in Nutbane wurde 1957 von Faith Morgan ausgegraben. Es handelt sich um einen typischen Longbarrow vom Wessex-Typ. Die älteste Struktur, an diesem Platz, war eine Einhegung, in der sich vier Gruben fanden, wahrscheinlich Pfostenlöcher eines neolithischen Totenhauses. In der Struktur wurden drei Skelette (zwei Männer und ein Kind) entdeckt. Später wurde ein größeres Totenhaus gebaut. Danach wurde die Holzkammer mit Erde verfüllt.
Die besser erhaltene Kammer von Haddenham war ein langer geschlossener Holzkasten mit Fußboden, Seitenwänden und Dach, dessen Bretter durch drei Reihen axialer Pfosten und seitliche Tonbänke gestützt wurden. Dieses Muster kann auch bei den frühen Strukturen von Wayland’s Smithy, in Oxfordshire, erkannt werden und kann auch für Nutbane gelten.